# Alloxytropus bezzii
Alloxytropus bezzii är en tvåvingeart som beskrevs av Paramonov 1929. Alloxytropus bezzii ingår i släktet Alloxytropus och familjen fönsterflugor.
Artens utbredningsområde är Egypten. Inga underarter finns listade i Catalogue of Life.